# Camp de Drancy
Pour un article plus général, voir Shoah en France.
Le camp d'internement de Drancy ou camp de Drancy est la plaque tournante de la politique de déportation antisémite en France d'août 1941 à août 1944, dans le cadre de la Shoah, au cours de la Seconde Guerre mondiale. Situé au nord-est de Paris, dans la ville de Drancy (alors dans le département de la Seine, aujourd'hui en Seine-Saint-Denis), ce camp, dirigé successivement par Theodor Dannecker, Heinz Röthke, puis Alois Brunner, est pendant trois ans (durant l'occupation allemande) le principal lieu d'internement avant déportation depuis la gare du Bourget (1942-1943) puis la gare de Bobigny (1943-1944) vers les camps d'extermination nazis, principalement Auschwitz. Neuf Juifs déportés de France sur dix passent par le camp de Drancy lors de la Shoah dans le pays.

## Choix du site: un camp français fonctionnel
Le camp d'internement de Drancy a été installé en octobre 1939, dans un vaste bâtiment formant un U du quartier d'habitation HBM, dit la « cité de la Muette », conçu par les architectes Marcel Lods et Eugène Beaudouin. Celui-ci, construit entre 1931 et 1934, comportait, en outre, cinq tours de quinze étages chacune, ainsi que plusieurs bâtiments sous forme de barres implantées en peigne, composées de trois et quatre étages.
Cet édifice dans lequel le camp fut établi était en cours de construction (seul le gros œuvre était achevé). Comportant quatre étages, il était bâti autour d'une cour d'environ 200 mètres de long et 40 mètres de large. La forme du bâtiment, surnommé le « Fer à cheval », se prêta facilement à sa transformation en camp d'internement : des miradors furent installés aux quatre coins de la bâtisse, dès lors entourée de barbelés, tandis que le sol de la vaste cour fut tapissé de mâchefer.
Le bâtiment en U et les tours, ainsi que certains terrains attenants, sont réquisitionnés par l'Armée allemande le 14 juin 1940, afin de servir de lieu d'internement pour des prisonniers de guerre français, des civils yougoslaves et grecs, ainsi que pour des prisonniers de guerre britanniques et canadiens.
Un document est délivré le 24 janvier 1941, faisant état de la réquisition « pour les besoins des troupes d'occupation allemandes » de la caserne républicaine de Drancy et de tous les biens mobiliers et immobiliers. Dans la même note, « l'adjoint du commandant du Frontstalag III, camp qui se trouve dans ces casernes », signale qu'il n'y a pas eu de réquisition par écrit des casernes en question, « mais que toutes les conventions ont été faites verbalement entre le service central des cantonnements de l'Armée à Paris et le Préfet de la Seine ». Les logements des officiers de la caserne de Drancy sont remis à leur disposition le 15 octobre 1941.
Drancy va devenir un des principaux camps d'internement de Juifs en zone occupée en France, avec le camp de Royallieu à Compiègne (Oise), celui de Pithiviers (Loiret) et celui de Beaune-la-Rolande (Loiret).

## Un centre de déportation

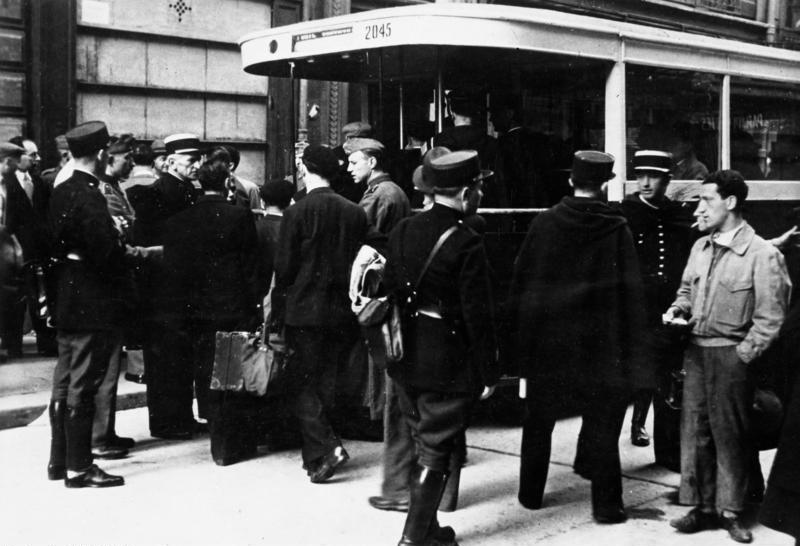
Rafle de Juifs à Paris - 20 août 1941 (Bundesarchiv Bild 183-B10816).

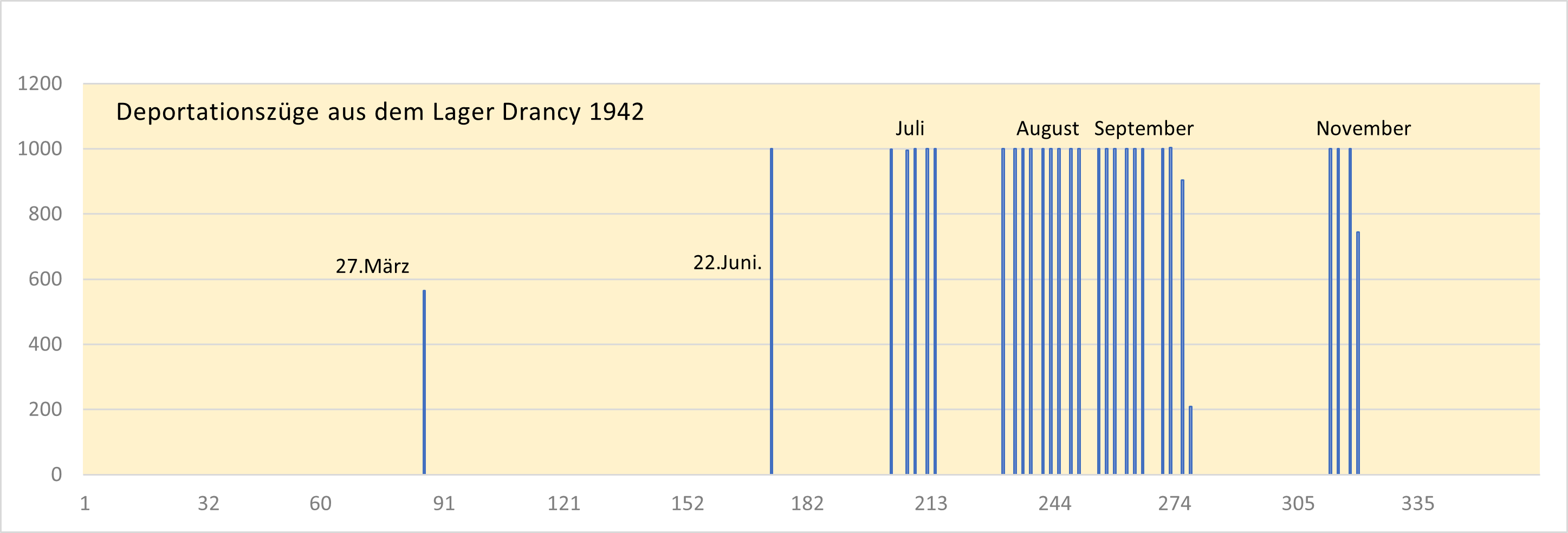
Diagramme des trains de déportation du camp de Drancy en 1942

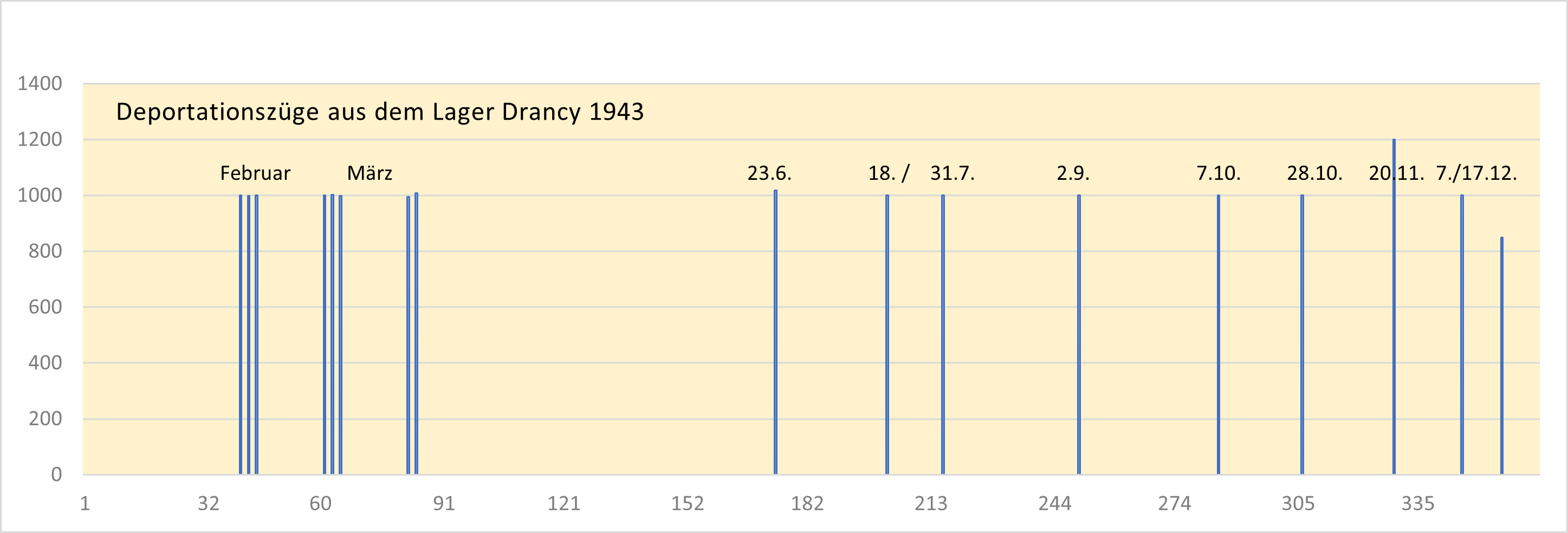
Diagramme des trains de déportation du camp de Drancy en 1943

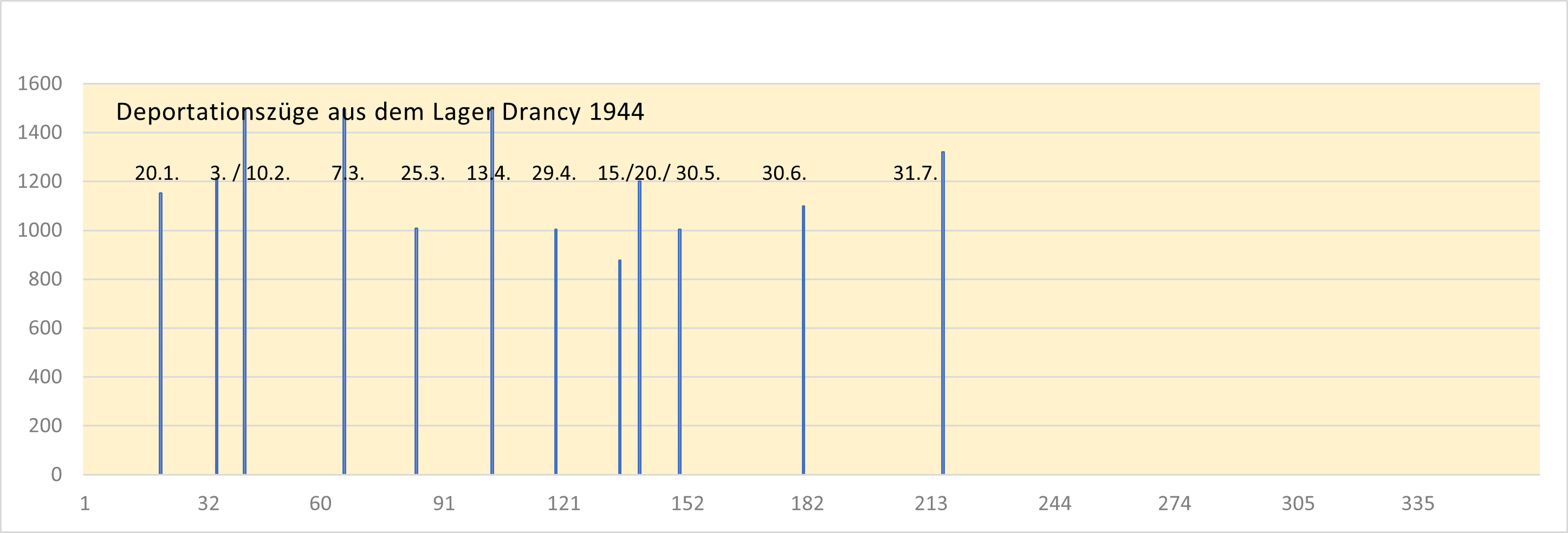
Diagramme des trains de déportation du camp de Drancy en 1944

Du 20 au 24 août 1941, une grande rafle a lieu à Paris. Cette rafle est d'abord menée, le 20 août, dans le 11e arrondissement (Rafle du 20 août 1941), puis étendue, le 21, aux 10e, 18e, 19e et 20e arrondissements. Le 22, s'ajoutent les 3e, 4e et 12e arrondissements et le 23, les 1er, 5e, 6e, 9e, 13e, et 17e. Elle continue le 24 août. Lors de cette rafle, la police française collaborant avec la Feldgendarmerie allemande, arrête tous les Juifs — hommes exclusivement — français et étrangers de 18 à 50 ans. 4 232 personnes (sur les 5 784 personnes que prévoyaient les listes) sont arrêtées et emprisonnées à Drancy, dans la cité de la Muette devenue camp d'internement de Juifs. Elle est désormais identifiée sous le nom de « camp de Drancy ».
Le camp est d'abord un lieu d'internement, dans des conditions délibérément durcies, la sous-alimentation entraîne rapidement la dysenterie, une partie des gendarmes français brutalisent les internés et multiplient les sanctions arbitraires et humiliations (tontes des cheveux, amendes…), etc.
En novembre 1941, 750 à 800 internés malades sont libérés. Cette libération se fait pendant l'absence de plusieurs semaines de Theodor Dannecker (chef de la Gestapo et SD à Paris) : « […] profitant de l'absence de Dannecker, les médecins de la préfecture purent obtenir des autorités allemandes la libération de 750 Juifs en quelques jours ». « […] le principe de la libération d'autres grands malades était acquis et 150 sur 300 prévus en profitèrent jusqu'au 12 novembre ». Au total 1 200 internés déficients sont ainsi libérés. Jusqu'en mars 1942, le camp sert de réservoir d'otages de représailles, où des personnes sont prélevées pour être fusillées avec d'autres, en représailles contre les attentats anti-nazis. Les prisonniers sont affamés (une douzaine d'internés sont morts de faim entre août et novembre 1941).
À partir de 1942 et du tournant de l'Allemagne nazie vers la Solution finale, Drancy passe du statut de camp d'internement à celui de camp de transit, et constitue la dernière étape avant la déportation vers les camps d'extermination.

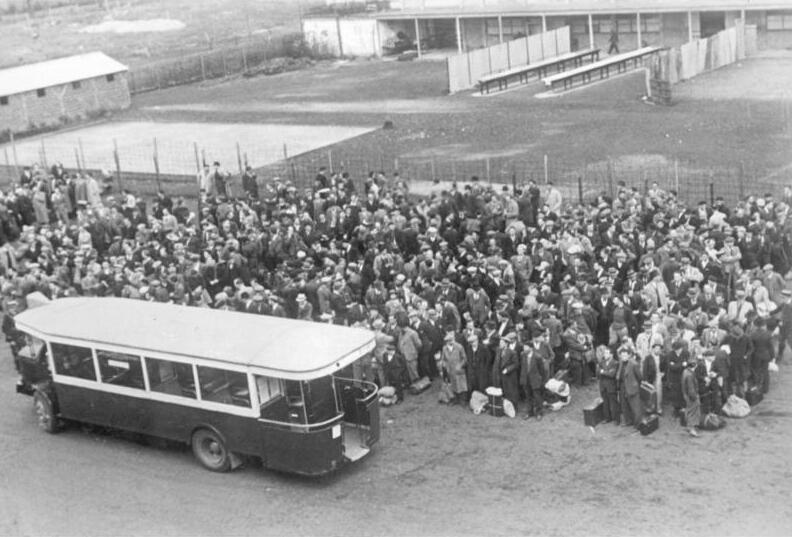
Arrivée des Juifs (très probablement ceux photographiés dans Bundesarchiv Bild 183-B10816) au camp de Drancy – août 1941 (Bundesarchiv Bild 183-B10920).

Ainsi, le 27 mars 1942, des détenus juifs sont déportés à Auschwitz : il s'agit du premier convoi de déportation entre Drancy et Auschwitz. Lors de la grande rafle du Vel d'hiv', commencée le 16 juillet 1942, la police française arrête près de 13 000 personnes. Les couples sans enfants et les célibataires sont amenés à Drancy.
Rose Berkowicz, juive et résistante, arrêtée par la Brigade spéciale 1, est internée à Drancy et y meurt le 25 mars 1943, jour de sa déportation pour le camp d'extermination de Sobibor. Max Jacob, poète, romancier et peintre français, arrêté du fait de ses origines juives, six mois avant la Libération de Paris, est interné par la gendarmerie française dans ce camp. il y meurt le 5 mars 1944, trente heures avant sa déportation programmée pour Auschwitz. Après leur arrestation par la Gestapo le 6 avril 1944, les enfants d'Izieu sont aussi envoyés à Drancy avant d'être déportés et assassinés à Auschwitz.
Au total, de 1942 à 1944, une soixantaine de convois français de déportés juifs sont partis de Drancy, d'où son surnom d'« antichambre de la mort ». Sur 76 000 hommes, femmes et enfants juifs déportés de France, 63 000 le sont à partir de Drancy. Moins de 2 000 des déportés de Drancy sont revenus. Par ailleurs, entre le 16 septembre 1941 et le 26 juillet 1944, 132 Juifs internés au camp de Drancy y sont morts (y compris 5 morts en gares du Bourget et de Bobigny, dont les corps ont été ramenés au camp avant le départ des convois de déportation pour Auschwitz), dont 12 de suicide et 117 de maladie, notamment de cachexie causée par la malnutrition et/ou de pathologies antérieures à l'internement non soignées et aggravées par les conditions de détention.

## Administration du camp

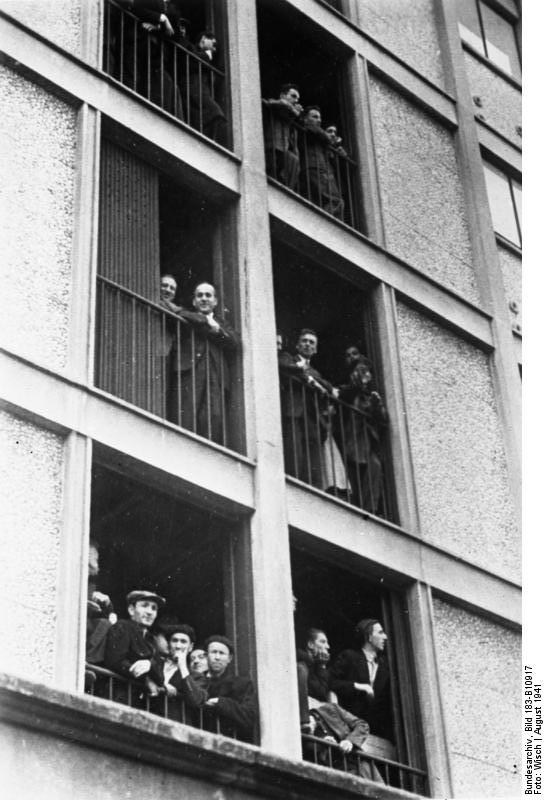
Le camp d'internement de Drancy en août 1941.

Le 27 août 1941, à l'issue d'une réunion entre représentants des autorités d'occupation — Theodor Dannecker — et des autorités françaises, le camp est placé sous la responsabilité du préfet de police. Ce dernier a sous ses ordres la gendarmerie et les services du ravitaillement de la préfecture de la Seine. Le chef de camp est un commissaire de police. En réalité, le camp est « sous l'autorité directe des Allemands qui prononcent les internements et les libérations, et règlent par des instructions précises son régime intérieur », indique en mai 1942 une note de l'inspecteur général de la Santé et de l'Assistance Eugène Aujaleu.
Pendant ses trois années d'existence, le camp de Drancy est sous les directions successives de Theodor Dannecker jusqu'en juillet 1942, Heinz Röthke jusqu'en juin 1943 et Alois Brunner à partir de juillet 1943. Tous trois étaient des SS.
Theodor Dannecker « était un psychopathe violent […]. C'est lui qui avait ordonné d'affamer les internés, de leur interdire de circuler dans le camp, de fumer, de jouer aux cartes, etc. », indique Maurice Rajsfus dans son livre sur Drancy. Heinz Röthke (ou Roethke parfois en graphie française) a été moins présent dans le camp, mais c'est sous sa direction, d'août 1942 à juin 1943, que près des deux tiers de l'effectif total déporté du camp, environ 40 000 Juifs, sont envoyés à Auschwitz. Le troisième chef du camp est Alois Brunner, formé par Adolf Eichmann à l'Office central pour l'émigration juive à Vienne. Abraham Drucker, médecin chef du camp, interné à Drancy durant une très longue période, dit de lui : « Ce Brunner était chargé de la répression contre les Juifs en France, et aurait acquis une certaine notoriété par ses méthodes machiavéliques et brutales en Europe centrale (Salonique – Autriche) ».
Le camp de Drancy est gardé par des gendarmes français, installés dans les « gratte-ciels » derrière le bâtiment en U où sont internés les prisonniers, même si son fonctionnement est sous le contrôle du Service des affaires juives de la Gestapo.
Jusqu'au 17 août 1944, le camp fonctionne ainsi comme lieu principal de rassemblement et de déportation. Ce jour-là, le consul de Suède Raoul Nordling, muni d'un document émanant de l'État-major du général von Choltitz, entre dans le camp de Drancy avec des représentants de la Croix-Rouge. Parmi eux, l'assistante sociale Annette Monod est chargée de prendre la direction du camp et d'administrer la libération des détenus qu'il faut munir de papiers d'identité provisoire et de tickets de rationnement. Le capitaine SS Brunner, commandant du camp, prend la fuite.
Le lendemain, 18 août 1944, et le surlendemain 19 août 1944, 1 467 prisonniers sont libérés. Le souvenir de cette date est maintenu notamment au travers de plusieurs noms de voies et places en France.

## Organisation et logistique

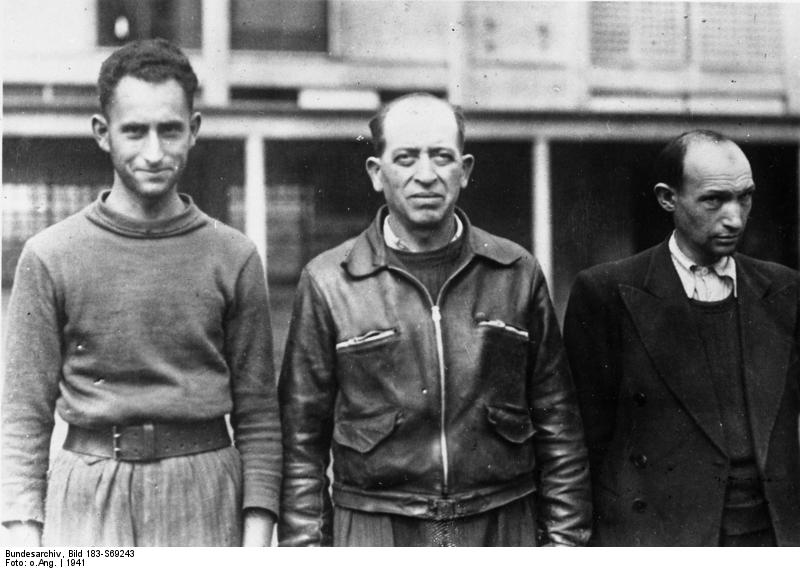
Photo d'internés juifs du camp de Drancy.

Les 42 convois de déportation de Drancy partis du 27 mars 1942 au 23 juin 1943 sont partis de la gare du Bourget-Drancy (réseau Nord). Les 21 convois de déportation de Drancy partis du 18 juillet 1943 au 17 août 1944 sont partis de la gare de Bobigny (Grande Ceinture). Selon le décompte de Serge Klarsfeld et des FFDJF (Fils et filles des déportés juifs de France), 40 450 déportés sont partis de la gare du Bourget-Drancy et 22 450 de la gare de Bobigny.
58 de ces convois sont partis vers Auschwitz-Birkenau, deux vers Majdanek, deux pour Sobibór et un pour Kaunas et Tallinn. 47 convois transportaient mille personnes, 9 plus de mille (dont 3 transportant 1 500 personnes) et 7 moins de mille, dont le dernier. Ce dernier convoi, le 17 août 1944 — une semaine avant la libération de Paris —, permit à Alois Brunner et ses SS de fuir, en emmenant avec eux 51 déportés, dont Marcel Bloch, industriel connu après-guerre sous le nom de Marcel Dassault.
Jusqu'en juillet 1943, ces convois étaient escortés de militaires allemands et de gendarmes français. Par la suite, des policiers sont venus spécialement d'Allemagne.

### Lieu de mémoire

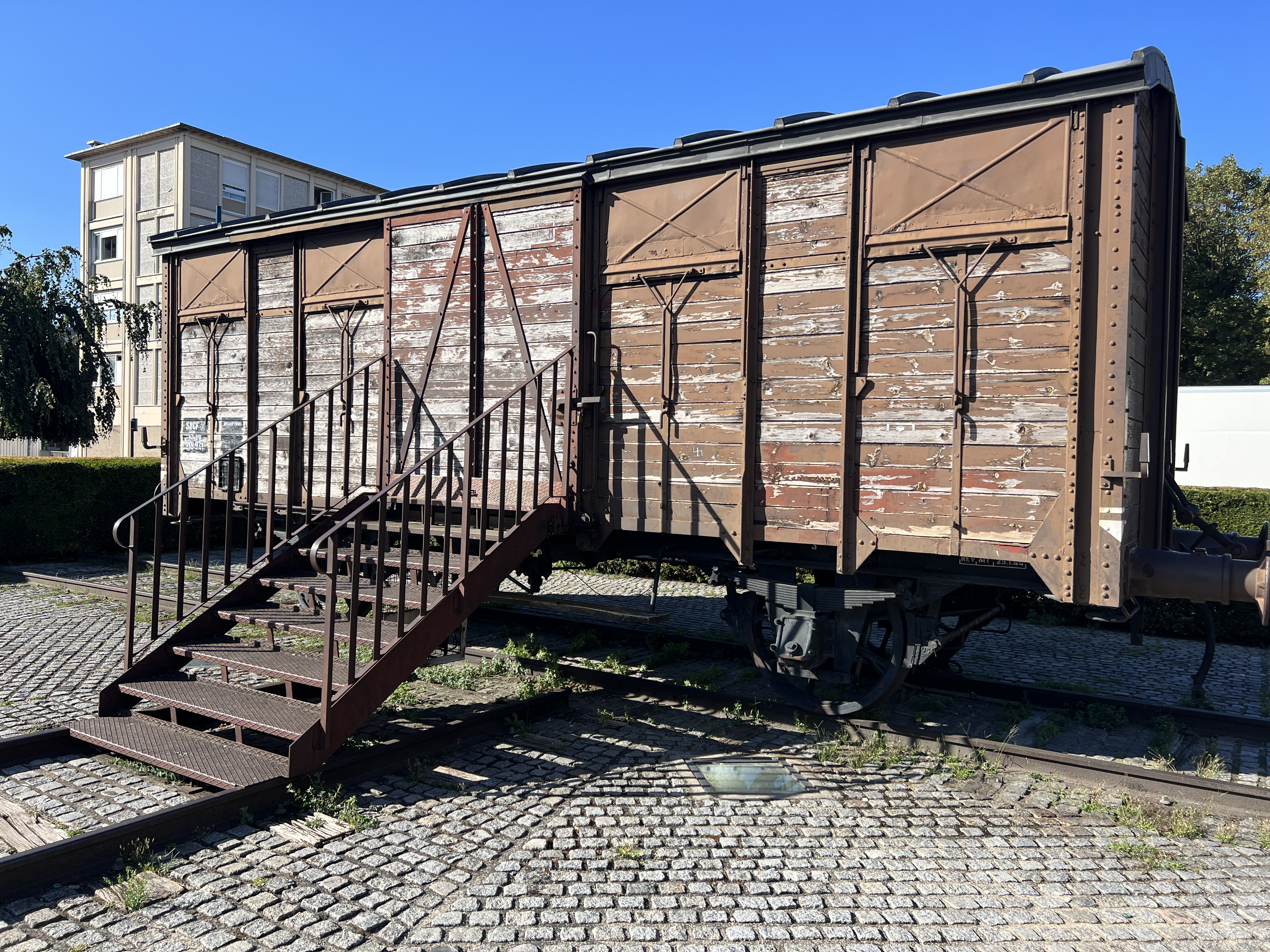
Le Wagon-Témoin de Drancy.

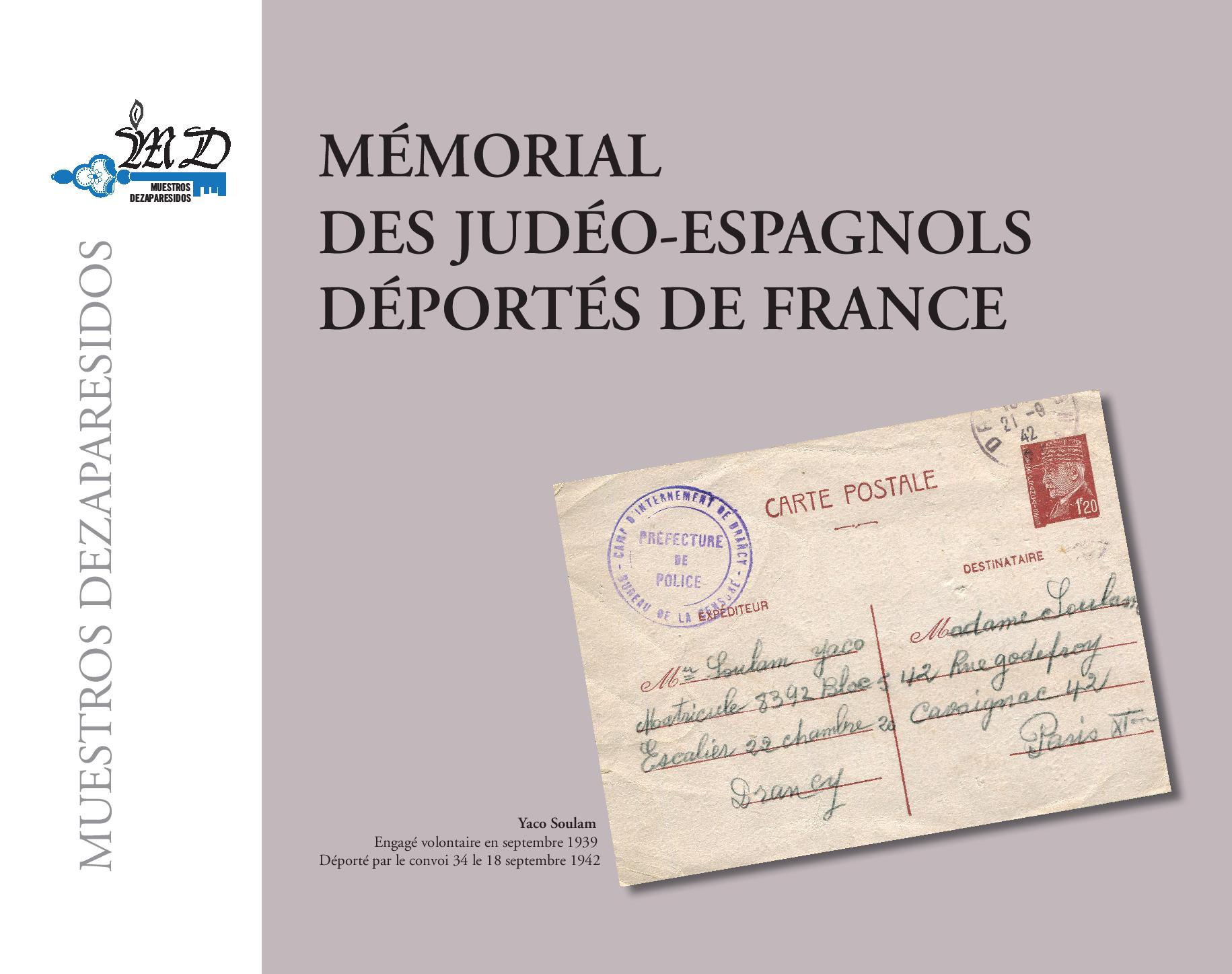
Couverture du Mémorial des Judéo-Espagnols déportés de France montrant une carte-postale envoyée de Drancy.